# Loxosomatidae
Loxosomatidae — родина внутрішньопорошицевих тварин. Родина налічує понад 130 видів. 

## Опис
Це сидячі тварини, які живляться планктоном через свою щупальцеподібну крону і можуть бути гермафродитами. Loxomitra адаптувалася до життя на різних субстратах, в той час як решта Loxosomatidae є епізоїчними коменсалами донних безхребетних, головним чином багатощетинкових, губок і мохуваток.

## Роди
- Loxocorone  Iseto, 2002
- Loxomespilon  Bobin & Prenant, 1953
- Loxomitra  Nielsen, 1964
- Loxosoma  Keferstein, 1862
- Loxosomella  Mortensen, 1911